# Carlos Roberto Martínez
Carlos Roberto Martínez Martínez (Huasco, 10 de marzo de 1889-Valparaíso, 10 de agosto de 1962) fue un obrero y político radical chileno.
Hijo de Aniceto Martínez Asenjo y Esmelinda Martínez Sotomayor, contrajo matrimonio con Adelina Burgos.
Trabajador de salitreras, fue obrero, trabajando en asistencia técnica y terminó como asistente de administrador en la mina salitrera de Humberstone (1905-1920). Miembro del Partido Radical, llegó a ser Regidor de Freirina (1926-1930) y Alcalde de la misma Municipalidad (1930-1934).
Elegido Diputado por Copiapó, Freirina, Chañaral y Huasco (1941-1945), integrando la comisión de Minería e Industrias. En las elecciones de 1945 no logró ocupar el escaño parlamentario y no volvió a repostularse, pero se mantuvo activo en el Partido Radical.